# Myrmarachne eugenei
Myrmarachne eugenei là một loài nhện trong họ Salticidae.
Loài này thuộc chi Myrmarachne. Myrmarachne eugenei được Fred R. Wanless miêu tả năm 1978.